# Juliusz Tym
Juliusz Stanisław Tym (ur. 31 marca 1969 w Poznaniu) – polski historyk wojskowości, pułkownik Wojska Polskiego.

## Życiorys

### Wykształcenie
W 1989 zdał maturę w I Liceum Ogólnokształcącym im. Karola Marcinkowskiego w Poznaniu i rozpoczął studia historyczne na Wydziale Historycznym Uniwersytetu im. Adama Mickiewicza w Poznaniu. 30 grudnia 1994 roku obronił pracę magisterską o Międzyrzeckim Rejonie Umocnionym pt. Front Ufortyfikowany łuku Odry-Warty 1934–1945 napisaną pod kierunkiem Karola Olejnika. 
Po odbyciu studiów doktoranckich na Wydziale Wojsk Lądowych Akademii Obrony Narodowej obronił tamże przygotowaną pod kierunkiem Henryka Hermanna pracę pt. Operacyjno-taktyczne użycie kawalerii samodzielnej Wojska Polskiego w latach 1921–1939, na podstawie której uzyskał stopień doktora nauk wojskowych w specjalności sztuka wojenna. 
W 2013 roku habilitował się na Wydziale Humanistycznym Uniwersytetu Warmińsko-Mazurskiego w Olsztynie w dziedzinie nauk humanistycznych, w dyscyplinie historia, historia Polski i powszechna XX w., historia wojskowości, historia systemów bezpieczeństwa, przedstawiwszy dzieło Wojska pancerne Polskich Sił Zbrojnych na Zachodzie 1940–1947. Doktryna, organizacja, szkolenie i działania bojowe.

### Kariera
Bezpośrednio po studiach rozpoczął naukę w Szkole Podchorążych Rezerwy w Wyższej Szkole Oficerskiej im. Stefana Czarneckiego w Poznaniu. Po jej ukończeniu rozpoczął zawodową służbę wojskową. Pełnił ją w pododdziałach zmechanizowanych i rozpoznawczych 15. Wielkopolskiej Brygady Kawalerii Pancernej im. gen. broni Władysława Andersa w Wędrzynie. W latach 2000–2001 organizował jedyny w Wojsku Polskim konny pododdział reprezentacyjny. Następnie delegowany do Ministerstwa Obrony Narodowej. 
5 marca 2007 roku rozpoczął pracę jako adiunkt na Akademii Obrony Narodowej, początkowo w Katedrze Historii Sztuki Wojennej, a po jej przekształceniu w Zakładzie Analiz Współczesnych Konfliktów i Historii Wojen. W latach 2013–2016 pełnił funkcje: kierownika zakładu, kierownika Katedry Historii Wojskowości oraz prodziekana Wydziału Bezpieczeństwa Narodowego. 
Po przekształceniu AON od 2016 roku profesor nadzwyczajny w Akademii Sztuki Wojennej (ASzWoj). Był organizatorem i pierwszym dyrektorem Instytutu Strategii Wojskowej. 11 marca 2019 roku został dyrektorem Instytutu Historii Wojskowej i Służb Specjalnych ASzWoj. 
Był członkiem Komisji Historii Wojskowości Komitetu Nauk Historycznych Polskiej Akademii Nauk.

### Działalność naukowa
Jego zainteresowania naukowe obejmują takie zagadnienia, jak historia sztuki wojennej, historia kawalerii polskiej, dzieje broni pancernej i kawalerii pancernej Polskich Sił Zbrojnych na Zachodzie, biografistyka wojskowa oraz wojna Jom Kippur. 

### Funkcje państwowe
W latach 2005–2016 wchodził w skład powołanego przez szefa Kancelarii Prezydenta Rzeczypospolitej Polskiej (KPRP) zespołu, który opracował projekt Orderu Krzyża Wojskowego oraz przywrócono Medal za Długoletnią Służbę. Z początkiem 2017 roku zespół przekształcono w Zespół do opracowania i opiniowania spraw związanych z orderami i odznaczeniami, heraldyką i weksylologią przy KPRP. W jego ramach uczestniczył w opracowaniu projektu Medalu Stulecia Odzyskanej Niepodległości. 
W latach 2005–2014 oraz od 2018 roku członek Komisji Historycznej do spraw Symboliki Wojskowej Ministerstwa Obrony Narodowej.

## Ważniejsze publikacje

### Książki autorskie
- Przysposobienie Wojskowe Konne (1928–1939). Zarys dziejów, dokumenty i materiały, Departament Wychowania i Promocji Obronności MON, Warszawa 2003
- Kawaleria w Poznaniu (zarys dziejów), Eko-Dom, Grajewo 2004
- Kawaleryjskie boje. W 85 rocznicę zakończenia wojny polsko-sowieckiej (współautor Janusz Odziemkowski), Eko-Dom, Grajewo 2005
- Kawaleryjska Alma Mater w Grudziądzu 1920–1939. Zarys dziejów (współautorzy: Lesław Kukawski, Teodor Wójcik), Fundacja na Rzecz Tradycji Jazdy Polskiej, Grudziądz 2008
- 1. Dywizja Pancerna. Organizacja i wyszkolenie, ZP Grupa, Piekary Śląskie 2009
- Organizacja 15 Pułku Ułanów Poznańskich, Towarzystwo b. Żołnierzy i Przyjaciół 15. Pułku Ułanów Poznańskich, Poznań 2010
- Polska 1. Dywizja Pancerna w Normandii (współautor Jacek Kutzner), Oficyna Wydawnicza Rytm, Warszawa 2010
- Wojska pancerne Polskich Sił Zbrojnych na Zachodzie 1940–1947. Doktryna, organizacja, szkolenie i działania bojowe, Fundacja „Historia i Kultura”, Warszawa 2012
- Pancerni i ułani generała Andersa. Broń pancerna i kawaleria pancerna Polskich Sił Zbrojnych na Środkowym Wschodzie i we Włoszech 1941–1946, Tetragon, Warszawa 2012
- Szkolić… doskonalić… być w gotowości do… Polskie jednostki pancerne w Wielkiej Brytanii w latach 1943–1946, Tetragon, Warszawa 2013
- Operacja „Józef”. Operacja zaczepna Wojska Polskiego na Ukrainie wiosną 1920 roku, Wydawnictwo Akademii Obrony Narodowej, Warszawa 2016
- Wielkopolska Brygada Kawalerii w kampanii 1939 roku, Tetragon, Warszawa 2016 (wyd. II popr. i uzup. 2019)
- Działania bojowe batalionu. Sytuacja, dowódca, decyzja (współautor Wojciech Więcek), Wydawnictwo Akademii Sztuki Wojennej, Warszawa 2018
- Najnowocześniejsza armia II Rzeczypospolitej. Rzecz o motoryzacji wojska Polskich Sił Zbrojnych, Tetragon, Warszawa 2018
- Kawaleryjski Poznań. Dzieje poznańskich oddziałów kawalerii i obraz kawaleryjskiego garnizonu II Rzeczypospolitej,  Wydawnictwo Miejskie Posnania, Poznań 2023

### Redakcje
- Dzieje Ułanów Jazłowieckich, Instytut Pamięci Narodowej, Warszawa 2019
- Dzieje 15 Pułku Ułanów Poznańskich (1 Pułku Ułanów Wielkopolskich), Tetragon, Poznań 2023
- Kampania polska 1939 roku, t. 2–3, Wydawnictwo Akademii Sztuki Wojennej, Warszawa 2024

Jest także redaktorem naukowym (wraz ze Zbigniewem Lalakiem) 40-tomowej serii „Śladami polskich gąsienic. Polskie oddziały pancerne na Zachodzie” wydawnictwa Edipresse (2014), autorem tekstów do ponad 30 tytułów serii „Wielka Księga Kawalerii Polskiej 1918–1939. Odznaki Kawalerii” (Edipresse, 2019–2020) i autorem kilkunastu tytułów w serii „Bitwy Kawalerii” wydawnictwa My Hobby Media 4U.

## Odznaczenia
- 2011 – Wojskowy Krzyż Zasługi „za dokonany w czasie służby czyn przynoszący szczególną korzyść Wojskom Lądowym, a wykraczający poza zwykły obowiązek”[5][6]
- 2015 – Krzyż Kawalerski Orderu Odrodzenia Polski „za wybitne osiągnięcia w pracy naukowo-badawczej i działalności popularyzatorskiej w dziedzinie historii wojskowości” (dekoracja w 2017)[7][8]